# Trubia
Trubia è una parrocchia civile del comune di Oviedo, nelle Asturie in Spagna.
Si trova alla confluenza dei fiumi Nalón e Trubia, che ha preso il nome dalla località. Ha una frazione di nome Perlavia.

## Storia
Nel XIX secolo venne fondata la Real Fábrica de Armas de Trubia che provocò un aumento considerevole della popolazione
Nel 1885, così come Pintoria e Udrión, Trubia lasciò la municipalità di Grado e venne annessa ad Oviedo.